# Ел Вијенто Либре, Виктор Гомез Гарза (Грал. Тревињо)
Ел Вијенто Либре, Виктор Гомез Гарза (шп. El Viento Libre, Víctor Gómez Garza) насеље је у Мексику у савезној држави Нови Леон у општини Грал. Тревињо. Насеље се налази на надморској висини од 140 м.

## Становништво
Према подацима из 2005. године у насељу су живела 3 становника.

### Хронологија
| Година       | 2005 |
| ------------ | ---- |
| Становништво | 3    |

### Попис
| # | Индикатор                        | Вредност |
| - | -------------------------------- | -------- |
| 1 | Укупно појединачних домаћинстава | 1        |